# Iron Fist (album)
Iron Fist je páté studiové album anglické heavymetalové skupiny Motörhead. Vydalo jej dne 17. dubna 1982 hudební vydavatelství Bronze Records a jeho producenty byli Will Reid Dick a Eddie Clarke. Album bylo nahráno od ledna do března toho roku v londýnských studiích Ramport Studios a Morgan Studios. Jde o poslední album skupiny, na němž se podílel kytarista Eddie Clarke, který se skupinou vystupoval od roku 1976.

## Seznam skladeb
Autory všech skladeb jsou Ian Kilmister, Phil Taylor a Eddie Clarke.
| Pořadí | Název                         | Délka |
| ------ | ----------------------------- | ----- |
| 1.     | Iron Fist                     | 2:55  |
| 2.     | Heart of Stone                | 3:04  |
| 3.     | I'm the Doctor                | 2:43  |
| 4.     | Go to Hell                    | 3:10  |
| 5.     | Loser                         | 3:57  |
| 6.     | Sex & Outrage                 | 2:10  |
| 7.     | America                       | 3:38  |
| 8.     | Shut It Down                  | 2:41  |
| 9.     | Speedfreak                    | 3:28  |
| 10.    | (Don't Let 'em) Grind Ya Down | 3:08  |
| 11.    | (Don't Need) Religion         | 2:43  |
| 12.    | Bang to Rights                | 2:43  |

## Obsazení
- Ian „Lemmy“ Kilmister – zpěv, baskytara
- „Fast“ Eddie Clarke – kytara
- Phil „Philthy Animal“ Taylor – bicí